# Aderus cribricollis
Aderus cribricollis es una especie de coleóptero de la familia Aderidae. Fue descrita científicamente por Maurice Pic en 1912. La identificación en el género Aderus no es completamente clara, está considerado incertae sedis.

## Distribución geográfica
Habita en Australia.